# Дејвид Алмонд
Давид Алмонд (рођен 15. маја 1951) је британски писац који је написао много романа за децу и младе од 1998. године, а сваки је добио похвале критике.
Он је један од тридесет дечјих писаца и један од тројице из Велике Британије који су освојили бијеналну међународну награду Ханс Кристијан Андерсен. За 70. годишњицу британске Карнегијеве медаље 2007. године, његов дебитантски роман Скелиг (1998) проглашен је за једно од десет најбољих дела награђених медаљама. Заузео је треће место на јавном гласању из тог ужег избора.

## Младост и образовање
Алмонд је рођен у Њукаслу на Тајну 1951. године и одрастао је у суседном Фелингу. Његов отац је био канцеларијски менаџер у фабрици, а мајка стенографкиња. Одгајан је као католик на Католичкој академији Светог Јосифа и имао је четири сестре и једног брата. Као дете, сањао је да постане писац и „писао је приче и сашивао их у мале књиге“. Своје детињство описује као детињство са „много радости“, али и „много туге“, изгубивши млађу сестру и оца у младости.
Образовао се на Универзитету Источне Англије и Политехници у Њукаслу. Након дипломирања, Алмонд је радио као учитељ пет година; затим се преселио у уметничку комуну у Норфоку и концентрисао се на своје писање. Вратио се у Њукасл и радио као хонорарни наставник за посебне потребе док је уређивао књижевни часопис Panurge.

## Каријера
Алмонд је 1985. објавио своју прву збирку прича, Sleepless Nights. Његова друга збирка, A Kind of Heaven, појавила се 1987. Затим је написао серију прича које су се ослањале на његово детињство, а које ће на крају бити објављене као антологија Counting Stars, које је објавио Hodder 2000. године. У наредних седам година, још четири Алмондова романа ушла су у ужи избор Карнегијеве медаље. Од Скелига његови романи, приче и драме такође су донели међународни успех и широко распрострањено признање критике. То су Kit's Wilderness (1999), Heaven Eyes (2000), Secret Heart (2001), The Fire-Eaters (2003), Clay (2005), Jackdaw Summer (2008) и My Name Is Mina (2010), преднаставак Скелига. Сарађује са водећим уметницима и илустраторима, укључујући Поли Данбар (My Dad's a Birdman и The Boy Who Climbed Into the Moon); Стивен Ламберт (Kate, the Cat and the Moon) и Дејв Мекин (The Savage, Slog's Dad и каснија Mouse Bird Snake Wolf). Његове драме укључују Wild Girl, Wild Boy, My Dad's a Birdman, Noah & the Fludd и сценске адаптације Скелига и Heaven Eyes.
Almond's novel The True Tale of the Monster Billy Dean (2011) објављена је у два издања: за одрасле (Penguin Viking); и младе (Puffin). Издања 2012 обухватају The Boy Who Swam With Piranhas (илустровао Оливер Џеферс). 2013, објављен је Mouse Bird Snake Wolf (илустровао Дејв МекКин).
Његови радови су високо филозофски и стога привлаче и децу и одрасле. Теме које се понављају укључују сложене односе између привидних супротности (као што су живот и смрт, стварност и фикција, прошлост и будућност); облици образовања; одрастање и прилагођавање променама; природа "ја (филозофија)". Добитник је награде Ханс Кристијан Андерсен за своје писање, којом се сваке године признаје „трајни допринос“ једног живог аутора. (Био је један од пет финалиста 2008.). Председница жирија, гђа Зохрех Гаени из Ирана, приметила је да Алмонд „пише о деци у кризи, док им непрестано даје наду“, и посебно је цитирала његова прва два романа, Скелиг и Kit's Wilderness. Она је назвала „библиотерапију“, какву је приписала Алмонду, „битном активношћу за сву децу широм света“. Када га је неколико месеци раније прогласио финалистом, међународни жири је навео његове „дубоко филозофске романе који се подједнако допадају деци и одраслима и охрабрују читаоце његовом употребом магичног реализма“. За своје дело Алмонд је истовремено био британски номиновани за награду Астрид Линдгрен. Он је професор креативног писања на Универзитету Бат Спа.

## Почасти и награде
Алмондове главне награде укључују награду Ханс Кристијан Андерсен, Карнегијеву медаљу (Скелиг); две Whitbread Book награде; америчку награду Michael L. Printz за књиге за младе (Kit's Wilderness); награду Smarties, узраст 9–11 година (The Fire-Eaters); америчку награду Boston Globe–Horn Book, дечија белетристика (The Fire-Eaters); Guardian Children's Fiction Prize (A Song for Ella Grey); Le Prix Sorcieres (Француска); Katholischer Kinder-und Jugendbuchpreis (Немачка).
Скелигов преднаставак Моје име је Мина (2010) био је финалиста три главне годишње награде: Гардијанову награда за дечију белетристику, Карнегијеву медаљу, и (немачку) Deutscher Jugendliteraturpreis. Алмонд је награђен Међународном Нонино наградом за 2022.
Алмонд је именован за официра Ордена Британске империје на Queen's Birthday Honours for 2021. за заслуге у књижевности.

## Лични живот
Алмонд сада живи у Њукаслу на Тајну. Има ћерку Фреју.